# 28 cm SK C/28
28 cm SKC/28 — 283-міліметрова корабельна артилерійська гармата, яку розробили і виробляли в Німеччині. Стояла на озброєнні Крігсмаріне. Розроблена для важких крейсерів типу «Дойчланд». Використовувалася в Другій світовій війні. Вдосконаленою версією цієї гармати, відомою під маркою 28 cm SKC/34 озброювалися лінійні крейсери типу «Шарнгорст».

## Історія створення
Версальський договір 1919 року здавалося б поставив переможену в Першій світовій війні Німеччину в ситуацію, коли її будь-які спроби відродити військову міць натикалися на систему заборон. На думку держав-переможниць, це повною мірою стосувалося і військово-морського флоту. В строю Рейхсмаріне залишилися лише дуже старі кораблі, які не мали серйозної бойової цінності, а будівництво нових лімітувалося ряд істотних обмежень. Німецький флот міг мати у своєму складі не більше шести панцерників, причому замінювати їх можна було з 1922 року. Проте стаття 190 Версальського договору, яка обмежувала водотоннажність нових кораблів 10 000 тонн, не ставила будь-яких інших перешкод, зокрема, не обмежувала максимальний калібр гармат. Вважалося, що в рамках встановленої водотоннажності все одно не можна буде створити корабель, який буде одночасно потужно озброєним, добре захищеним і швидкохідним.
Проте дипломати держав-переможниць не передбачали подальшого перебігу подій. У 1922 році було підписано Вашингтонський морський договір, який ввів мораторій на будівництво лінійних кораблів, а характеристику крейсерів обмежив по водотоннажності і калібру гармат — 10 000 тонн стандартної водотоннажності і 203-мм гармати. Німеччина в цій угоді не брала участь і таким чином отримала можливість побудувати 10000-тонні кораблі, озброєні більш потужно, ніж крейсери їх супротивників.
Розробка нових кораблів стартувала в 1921 році і призвела до появи двох основних проектів. Перший з них передбачалося створити панцерник берегової оборони, озброєний 380-мм гарматами. У другому, мова йшла про будівництво важкого крейсера з 210-мм гарматами. В обох випадках конструктори орієнтувалися на гармати, що були в наявності, так як основні заводи концерну «Крупп» перебували в Рурі, в зоні французької окупації, і не могли забезпечити флот новими великокаліберними гарматами.

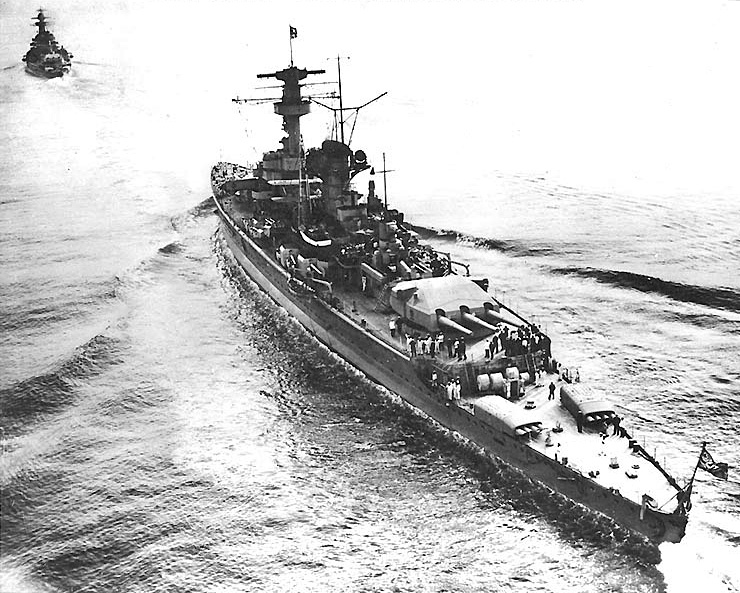
«Кишеньковий лінкор» «Дойчланд».

Обидва проекти були у підсумку відкинуто. Військово-політичне керівництво Німеччини не бажало обмежувати свої морські амбіції захистом узбережжя країни, а проект важкого крейсера, незважаючи на свої гідні характеристики, не був чимось унікальним. До 1924 році роботи зайшли в безвихідь. Однак наприкінці 1924 року командувачем Рейхсмаріне став адмірал Г. Ценкер, який запропонував абсолютно новий підхід. Ідея полягала в підборі характеристик, які дозволили б проектованим кораблям уходити від існуючих лінкорів противника, впевнено справлятися з важкими крейсерами, озброєними 203-мм гарматами, а в разі необхідності, вступити в бій з французькими «додредноутами» типу «Дантон», поява яких на Балтиці вважалася вельми можливим.
У липні 1925 року Франція вивела свої війська з району Рура і тепер «Крупп» міг забезпечити поставку нових гармат. Спочатку морські офіцери наполягали на застосуванні гармат калібру 305 мм, але потім було вирішено знизити калібр і за рахунок цього збільшить швидкість корабля. Таким чином, для нової бойової одиниці були обрані 283 мм гармати. Проект I/M/26 був підготовлений в 1926 році і в березні 1927 року обраний для детальної розробки. 11 червня 1927 Г. Ценкер офіційно оголосив про майбутнє будівництво корабля з шістьма 283-мм гарматами, який з політичних причин було названо «панцерником» (нім. Panzerschiff), хоча до панцерників-додредноутів він ніякого відношення не мав. Проект отримав підтримку і з боку адмірала Е. Редера, прихильника теорії «крейсерської війни», який став у 1928 році новим головнокомандувачем Рейхсмаріне.
У роки Першої світової війни німецький імператорський флот використовував 280-мм/50 гармати, якими оснащувалися лінійні крейсера типів «Мольтке» і «Зейдліц». Ці гармати мали дуже хороші балістичні характеристики, але керівництво Рейхсмаріне вирішило розробити для майбутніх кораблів нову модель.

## Конструкція гармати
Конструкція гармати SKC/28 була типовою для німецької артилерійської промисловості. Ствол складався з внутрішньої труби, змінного лейнера, який замінявся з казенної частини, і кожуха, що складався з двох частин. Вага стволу — 13 800 кг, лейнера — 5650. Довжина ствола становила 52,35 калібру, без затвора — 49,1 калібру. У стволі було 80 нарізів з прогресивним кроком, від 1:50 до 1:35, глибиною 3,3 мм. Казенник вкручували в гарячому стані в задню частину кожуха. Затвор був клиновий, горизонтально-ковзного типу, що було не зовсім звичайно для гармати такого калібру і пояснювалося застосуванням гільзового заряджання. Заряджання здійснювалося при фіксованому куті 2°, теоретична швидкострільність дорівнювала одному пострілу за 17 секунд. Формально максимальною швидкострільністю вважалися три постріли за хвилину, на практиці це значення не перевищувало двох пострілів за хвилину. Живучість стволу — 340 пострілів повним зарядом, що було хорошим показником для артилерійської системи з такими балістичними характеристиками.

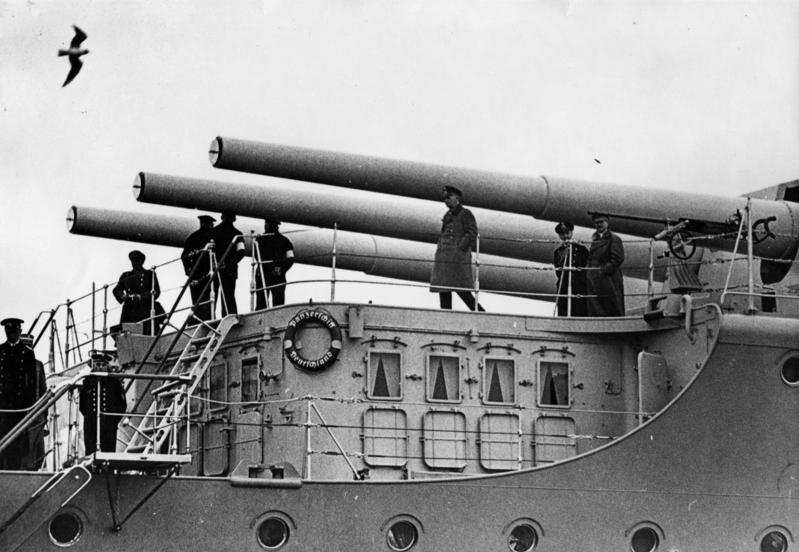
А. Гітлер оглядає артилерію «Дойчленду».

Для гармати було розроблено снаряди трьох типів: бронебійний, з донним детонатором Bdz.38; напів-бронебійний або фугасний з уповільненням, також з детонатором Bdz.38; фугасний, оснащений головним детонатором миттєвої дії Kz.37. Вага всіх снарядів була однаковою, але напів-бронебійний і фугасний були довші, так як мали більший розмір камори. Вибуховою речовиною в снарядах спочатку використовувався тротил, пізніше перейшли до застосування гексогену.
| Бронебійний Pz.Gr. L/3,7            | 300 | 300 | 105 | 7,84  | 2,6  |
| Напів-бронебійний Spr.Gr. L/4,2 Bdz | 300 | 300 | 119 | 16,94 | 5,65 |
| Фугасний Spr.Gr. L/4,2 Kz           | 300 | 300 | 119 | 23,3  | 7,8  |

Такий вибір боєприпасів давав артилеристам «кишенькових лінкорів» можливість обстрілювати цілі будь-якого типу найбільш ефективними снарядами. При цьому викликав певні труднощі правильний підбір їх співвідношення в боєкомплекті, тому зазвичай кораблі мали рівну кількість снарядів кожного типу. Всього на кожен ствол було по 105—120 снарядів. Метальні заряди для всіх типів снарядів були однакові і складалися з двох частин — основного заряду, вагою 71 кг, в латунній гільзи, а також додаткового переднього, вагою 36 кг, в шовковому картузі. У зарядах застосовувався порох марки RPC/38. Його склад: 69,45 % — нітроцелюлоза; 25,3 % — діетілен-гліколь-динітрат; 5 % — централіт (дифеніл-діетил-сечовина); 0,15 % — оксид магнію; 0,1 % — графіт.

## Конструкція установкиDrh LC/28
Баштова артилерійська установка Drh LC/28 розроблялася спеціально для кораблів типу «Дойчланд».